# Кеје
Кеје (дан. Køge) је значајан град у Данској, у источном делу државе. Град је у оквиру покрајине Сјеланд, где са околним насељима чини једну од општина, Општину Кеје. Данас Кеје има око 35 хиљада становника у граду и око 57 хиљада у у ширем градском подручју.

## Природни услови
Кеје се налази у источном делу Данске. Од главног града Копенхагена, град је удаљен 40 километара југозападно.
Рељеф: Град Кеје се налази у јужном делу данског острва Сјеланд. Градско подручје је равничарско. Надморска висина средишта града креће се од 0-10 метара.
Клима: Клима у Кејеу је умерено континентална са утицајем Атлантика и Голфске струје.
Воде: Кеје се образовао непосредно уз Балтичко море, пре његовог сужења у Ересундски мореуз. Старо градско језгро се образовало н месту ушћа истоимене речице Кеје у море.

## Историја
Подручје Кејеа било је насељено још у доба праисторије. Насеље се први пут спомиње око 1100. г, 1288. године је добило градска права.
И поред петогодишње окупације Данске (1940-45.) од стране Трећег рајха Кеје и његово становништво нису много страдали.

## Становништво
Данас Кеје има око 35 хиљад у градским границама и око 57 хиљада са околним насељима.
Етнички састав: Становништво Кејеа је до пре пар деценија било било готово искључиво етнички данско. И данас су етнички Данци значајна већина, али мали део становништва су скорашњи усељеници.

## Збирка слика
- Приобаље Кејеа
- Главна градска црква, Црква св. Николе
- Нове четврти Кејеа
- Градски музеј